# BoAのライブツアー
BoAのライブツアーでは、韓国出身のBoAが日本国内においてこれまで開催したコンサートのツアーについて記述する。

## 概要
BoAのライブツアーは2003年に初めて開催された。
その後、2004年から2007年までアリーナクラスでのライブツアーが行われることが恒例となっていた。ただし2006年については、同年に満20歳を迎えるBoA本人の希望により、1曲も踊らずに歌だけを披露するという異例のスタイルでライブツアーを行うことになり、さらに会場もそれまでのアリーナクラスから一転して小規模なライブハウスでの公演となった（ダンサーは通常通り出演）。
2008年と2010年のライブツアーは、アリーナクラスより規模が比較的小さい全公演ホールクラスでのライブツアーとなり、地方都市まで回るようになった。なお、2009年にはライブツアーを行っていない。
詳細については後述する記事を参照されたい。

## 今まで行われたライブツアー

### BoA 1st LIVE TOUR 2003 VALENTI（2003年）

#### 日程・開催地
1. 2003年3月27日：大阪フェスティバルホール
2. 2003年3月28日：大阪フェスティバルホール
3. 2003年3月30日：名古屋センチュリーホール
4. 2003年3月31日：名古屋センチュリーホール（追加公演）
5. 2003年4月5日：国立代々木競技場第一体育館
6. 2003年4月6日：国立代々木競技場第一体育館（追加公演）

#### 概要
日本デビュー後初めて開催された単独コンサートツアーである。

#### セットリスト
1. LISTEN TO MY HEART
2. BESIDE YOU -僕を呼ぶ声-
3. 気持ちはつたわる
4. 奇蹟
5. flower
6. B.I.O
7. Searching for truth
8. JEWEL SONG
9. 世界の片隅で
10. POWER
11. Nobody but you
12. Amazing Kiss
13. No.1
14. VALENTI

アンコール
1. ID:Peace B
2. Shine We Are!
3. Every Heart -ミンナノキモチ-

（全17曲)

#### 出来事
- 名古屋公演では、最終曲である「Every Heart -ミンナノキモチ-」を歌っている最中に、BoAが感極まり号泣し、一部分が歌えなくなるというハプニングがあった。当日のライブスタッフは、マイクに異常が生じて音が出なくなったのではないかと勘違いすらしたという。この模様は、後に発売されるDVDで確認することができる。
- 代々木公演初日では、アンコールでゲストとしてPALM DRIVEが出演し「HOLIDAY」をデュエットした。
- 最終日の公演では、アンコールでゲストとしてDABOが出演し「WINDING ROAD」をデュエットした。
- 最終日の模様は、DVDとして発売されている。

### BoA LIVE TOUR 2004 LOVE&HONESTY（2004年）

#### 日程・開催地
1. 2004年3月20日：さいたまスーパーアリーナ
2. 2004年3月21日：さいたまスーパーアリーナ（追加公演）
3. 2004年3月26日：名古屋レインボーホール
4. 2004年3月27日：名古屋レインボーホール（追加公演）
5. 2004年4月3日：マリンメッセ福岡
6. 2004年4月10日：大阪城ホール
7. 2004年4月11日：大阪城ホール（追加公演）
8. 2004年4月17日：横浜アリーナ
9. 2004年4月18日：横浜アリーナ（追加公演）

#### 概要
- このライブツアーは、自身初となるアリーナツアー（単独ツアー自体は2度目）である。
- このライブツアーのコンセプトは、全体的にCGなどの技術を駆使した構成であり、視覚的な演出が非常に目立つライブとなった。
- 東京で開催されなかった代わりに、東京隣接地域（埼玉・横浜）で分散開催された。

#### セットリスト
1. DOUBLE
2. 奇蹟
3. EXPECT
4. Easy to be hard
5. LOVE & HONESTY
6. SOME DAY ONE DAY（さいたま公演のみ）
7. Song With No Name ～名前のない歌～
8. Midnight Parade
9. Rock With You
10. Be the one
11. OVER ～across the time～
12. Shine We Are!
13. VALENTI
14. No.1
15. JEWEL SONG

アンコール
1. Everything needs love
2. LISTEN TO MY HEART
3. Every Heart -ミンナノキモチ-
4. Feel the same

（全19曲・さいたま公演と横浜公演初日は20曲）

#### 出来事
- 名古屋公演二日目では、VALENTIの歌詞を忘れてしまい、その部分を「名古屋！最高」と言って“帳消し”にした。
- 横浜公演初日では、アンコールの時にゲストとしてm-floのVERBALが登場し「the Love Bug」をデュエットした。
- 最終日は「Feel the same」を歌っている途中で号泣してしまい、曲の終盤は歌えなかった部分があった。この模様はDVDで確認することができる。

#### その他
最終日の模様は、DVDとして発売されている。

### BoA ARENA TOUR 2005 BEST OF SOUL（2005年）

#### 日程・開催地
1. 2005年4月2日：マリンメッセ福岡（追加公演）
2. 2005年4月7日：国立代々木競技場第一体育館
3. 2005年4月9日：国立代々木競技場第一体育館
4. 2005年4月10日：国立代々木競技場第一体育館（再追加公演）
5. 2005年4月16日：大阪城ホール
6. 2005年4月17日：大阪城ホール
7. 2005年4月23日：名古屋レインボーホール
8. 2005年4月24日：名古屋レインボーホール（追加公演）

#### 概要
- 2004年12月1日に発売されたシングル「メリクリ」のCDブックレットに同封されたチラシにおいて、このアリーナツアーの開催が発表された。それによると、当初はマリンメッセ福岡、国立代々木競技場第一体育館の三日目、名古屋レインボーホールの二日目（これがツアー最終日となった）の各公演は、スケジュールに組み込まれていなかった。しかし、年が明けた2005年になって、これらの公演が追加された。さらにその後、国立代々木競技場第一体育館三日目の公演が急遽「再追加公演」という形で追加された。
- ツアー前に発売されたベストアルバム「BEST OF SOUL」を引っさげてのライブであり、BoA本人曰く、このライブツアーのコンセプトは「じっくり聴かせるライブ」、そして「アリーナツアーなのである程度の派手さ」をモットーにし、初めてマジック（イリュージョン）に挑戦したようである。また「LOVE&HONESTY」と「JEWEL SONG」を歌う際、初めてドレスを着て歌ったという。これらの発言は、当ライブDVDの2枚目に収録されたインタビューによるものである。
- 「Shine We Are!」を歌う際は、電飾車両に乗って会場全体を反時計回りに一周した。また、福岡公演と代々木公園初日のみであったが、メドレーがあり、ここでも同じく電飾車両に乗って、今度は「Shine We Are!」とは異なる時計回りで会場全体を一周した。

#### セットリスト
1. 奇蹟
2. LISTEN TO MY HEART
3. Rock With You
4. Amazing Kiss
5. 気持ちはつたわる
6. DOUBLE
7. コノヨノシルシ
8. B.I.O
9. Be the one
10. LOVE&HONESTY
11. JEWEL SONG
12. Shine We Are!
13. VALENTI
14. No.1
15. QUINCY

アンコール
1. メリクリ
2. DO THE MOTION
3. メドレー（Rock With You/ID:Peace B/VALENTI/With U）※福岡公演と代々木公演初日のみ
4. With U（代々木公演二日目から最終日まで）
5. Every Heart -ミンナノキモチ-

（計19曲）

#### 出来事
福岡公演では、BoAが公演中に舞台裏で右足を怪我して肉離れのような症状を起こし、途中から踊れなくなってしまったが、彼女は痛みに耐え足を引きずりながらも見事に最後まで予定通りライブをやり遂げた。これは、スタッフがBoAの怪我の症状を考慮し振替公演まで考えたが、BoA本人の強い意志によるものである。この日のライブで途中の着替えに引っ込んだ後「Shine We Are!」での登場が少し遅れた上、これを歌い終わった後は本来そのまま「VALENTI」に入るはずだったが急遽MCが設けられ、BoA本人から怪我をしたことを伝え、このまま最後までライブをやることを宣言した。そして、アンコール1曲目の「メリクリ」では、感極まって号泣した。なお、その後回復し代々木公演からは通常通り踊れるようになったものの、医師らによるマッサージや痛み止めの薬の服用は、このアリーナツアーが終わるまで続くことになった。これらの模様の一部は、後述するライブDVDの2枚目に収録されている。

#### その他
- 福岡公演と代々木公演初日の演出には若干違いがあり、「B.I.O」を歌う際にバスケットボールのダンクシュートを行う場面があった。この演出は、代々木公演二日目から無くなっている。
- 大阪公演二日目の模様はDVDに収録され、発売されている。

### BoA THE LIVE 2006 -裏ボア・・・聴かせ系-（2006年）
ここでは、同ライブツアー終了後に開催された「BoA THE LIVE 2006“20th Birthday”」についても記述する。

#### 日程・開催地
BOA THE LIVE 2006 -裏ボア・・・聴かせ系-
1. 2006年9月29日：ZEPP NAGOYA
2. 2006年9月30日：ZEPP NAGOYA
3. 2006年10月7日：ZEPP FUKUOKA
4. 2006年10月8日：ZEPP FUKUOKA
5. 2006年10月13日：ZEPP OSAKA
6. 2006年10月14日：ZEPP OSAKA
7. 2006年10月17日：ZEPP TOKYO
8. 2006年10月18日：ZEPP TOKYO
9. 2006年10月21日：ZEPP SENDAI
10. 2006年10月22日：ZEPP SENDAI
11. 2006年10月28日：ZEPP SAPPORO
12. 2006年10月29日：ZEPP SAPPORO

BoA THE LIVE 2006“20th Birthday”
- 2006年11月5日：ZEPP TOKYO

#### 概要
- このライブツアーは、BoAにとって10代最後のライブツアーであり、かつ1曲も踊らずに歌だけの構成であった。これは、BoAの日本デビュー5周年を記念し、『もっと近くで「BoA」を体感してほしい』というBoA本人の要望から実現したライブハウスクラスでのツアー（全公演ZEPP）であった。ちなみに、ダンサーは通常通り出演していた。
- このライブツアーでは、ライブ会場の規模の小ささなどから、全公演において観客の過半数がファンクラブの会員で占められていたと言われている。
- 前述の通り、このライブではBoAのダンスが無い分、ほとんどの曲がアレンジされていた。
- BoA本人の誕生日である11月5日には事実上追加公演である「BoA THE LIVE“20th Birthday”」と称してZEPP TOKYOで開催され、これがBoA本人にとって20代初のライブとなった。
- さらに、12月7日には「SHIDAX Presents“Winter Love”BoA X'mas LIVE」がZEPP TOKYOで行われた（後述）。

#### セットリスト
- 「BoA THE LIVE 2006 -裏ボア…聴かせ系-」と「BoA THE LIVE“20th Birthday”」共にほぼ同じ。

1. LISTEN TO MY HEART
2. VALENTI
3. DO THE MOTION
4. Soundscape
5. Your Color
6. Ain't No Sunshine（マイケル・ジャクソンのカバー）
7. make a secret
8. Moon&Sunrise
9. キミのとなりで
10. 七色の明日～Brand New Beat～
11. KEY OF HEART
12. LA LA LA LOVE SONG
13. QUINCY

アンコール
1. Everlasting
2. コノヨノシルシ
3. Winter Love
4. メリクリ

（全17曲)

#### 出来事
- 11月5日に開催された「BoA THE LIVE 2006“20th Birthday”」では、スペシャルゲストとしてm-floが登場し、シャンパンタワーでBoAの誕生日を祝ったほか、「the Love Bug」を一緒に歌った。また、最後の曲目である「QUINCY」の2コーラス目に入った際、BoAが歌詞を飛ばしてしまい、「ストーップ！ストーップ！」と叫び演奏を強制中断させるというハプニングがあり、逆に観客席が盛り上がった。その後、曲の直前のMCからやり直した。これは、この日のライブの模様をDVD化するための映像収録が行われていたため、やり直しが生じたものと思われる。

### BoA ARENA TOUR 2007 MADE IN TWENTY(20)（2007年）

#### 日程・開催地
1. 2007年3月31日：横浜アリーナ
2. 2007年4月1日：横浜アリーナ
3. 2007年4月7日：マリンメッセ福岡
4. 2007年4月14日：大阪城ホール
5. 2007年4月15日：大阪城ホール
6. 2007年4月21日：日本ガイシホール（旧名称：名古屋レインボーホール）
7. 2007年4月22日：日本ガイシホール（旧名称：名古屋レインボーホール）

#### 概要
- 2年ぶりとなる3回目（ライブツアー自体は5回目）のアリーナツアーであり、20代を迎えたBoAの最初のライブツアーである。なお、横浜アリーナにおける公演は実に3年ぶりのことである。
- 過去4回のライブツアーでは公演日によって演出やセットリストに若干の違い、ゲスト出演などがあったが、今回の公演では初めてゲスト出演が無かった上、演出やセットリストについても全公演において統一されていた。
- 今までに無いショートカット姿で登場した。ちなみに、このショートカットスタイルは、この年の4月に発売されたシングル「Sweet Impact」のプロモーション時期にも披露された。本編中「Candle Lights」「LONG TIME NO SEE」「Winter Love」を歌った時と、アンコールで再び登場した際は“いつも通り”のロングヘアのBoAになっていた。なお、これらのショートカットスタイルは実はウィッグであったことを後にBoA自らが発言している（ファンクラブ会報に掲載）。また、後に発売されたこのアリーナツアーのDVDのインタビューの中で、ピンク色のウィッグがお気に入りだとも話している。
- 前回のライブツアーである「BoA THE LIVE 2006 20th Birthday」の公演中に、このアリーナツアーを開催する旨をBoA本人から明かした。
- 2004年のアリーナツアーの時と同じように、視覚的な演出が目立つものが多かったライブである。もっともBoA本人曰く「前回のライブは踊らずに聴かせるライブ、今回のアリーナツアーは見せて楽しませるライブにした。」としている。
- 昨春は、これまで毎年春に行っていた発売直後のアルバムを引っ提げてのアリーナツアーが無かったためか、2006年に発売された前作アルバム「OUTGROW」のアルバム曲も多く歌った。しかしその一方、シングル曲からの選曲が少なくなってしまった。
- 2007年4月15日の大阪城ホール公演の模様がDVDとして発売されている。初回限定版は2枚組であり、ライブのバックステージとスペシャルインタビューのほか、披露された楽曲のダンスシーンをピックアップして映したものが収録されている。
- このライブは名前を省略されて「MIT」と呼ばれており、実際に主催者側もこのように呼んでいたほか、このツアーに合わせて発売されたグッズも「MITグッズ」などと呼ばれていた。

#### セットリスト
1. OUTGROW～Ready Butterfly～
2. SO REAL
3. VALENTI
4. STILL.
5. DO THE MOTION
6. Lady Galaxy
7. Silent Screamerz
8. Candle Lights
9. LONG TIME NO SEE
10. Winter Love
11. Prayer
12. Rock With You
13. cosmic eyes
14. 抱きしめる
15. 七色の明日～Brand New Beat～
16. QUINCY
17. KEY OF HEART

アンコール
1. JEWEL SONG
2. Sweet Impact（新曲）
3. Everything Needs Love
4. Gracious Days

（全21曲）

### BoA LIVE TOUR 2008 ～THE FACE～（2008年）

#### 日程・開催地
1. 5月8日(木) 市原市市民会館
2. 5月10日(土) 神奈川県立県民ホール
3. 5月11日(日) 神奈川県立県民ホール
4. 5月15日(木) 名古屋国際会議場センチュリーホール
5. 5月16日(金) 名古屋国際会議場センチュリーホール
6. 5月21日(水) 新潟県民会館
7. 5月23日(金) 富山オーバード・ホール
8. 5月28日(水) 広島厚生年金会館
9. 5月30日(金) 大阪国際会議場メインホール
10. 5月31日(土) 大阪国際会議場メインホール
11. 6月 5日(木) アクトシティ浜松 大ホール
12. 6月 6日(金) 神戸国際会館こくさいホール（追加公演）
13. 6月13日(金) 仙台サンプラザ
14. 6月17日(火) iichikoグランシアタ
15. 6月18日(水) 福岡サンパレス
16. 6月20日(金) アルファあぶなきホール・大ホール（旧名称：香川県県民ホール）
17. 6月22日(日) びわ湖ホール
18. 6月26日(木) 大宮ソニックシティ（追加公演）
19. 6月28日(土) 東京国際フォーラム ホールA
20. 6月29日(日) 東京国際フォーラム ホールA（追加公演）

#### 概要
- 従来のようなアリーナツアーではなく、追加公演を含めて全公演ホールクラスかつ地方都市も回る日程で開催される16会場20公演であり、これがBoAのライブツアーにおいて史上最多公演となった。
- 東京公演のみであるが、当ライブツアーで歌われた「My way, Your Way feat.WISE」では、実際にWISEがゲストとして登場し、デュエットをした。

#### セットリスト
1. LOSE YOUR MIND
2. Girl In The Mirror
3. LISTEN TO MY HEART
4. My way,Your Way feat.WISE
5. Bad Drive
6. Style
7. Sweet Impact
8. Song With No Name～名前のない歌～（1番のみ）
9. Winter Love
10. LOVE LETTER
11. BRAVE
12. ギャップにやられた！
13. Happy Birthday
14. be with you.
15. メドレー（Rock With You／Amazing Kiss／ID;Peace B／Shine We Are!／QUINCY／VALENTI）
16. Diamond Heart
17. 抱きしめる
18. AGGRESSIVE

アンコール
1. 七色の明日～brand new beat～
2. Kissing you（新曲・1番のみ）
3. Sparkling（新曲・1番のみ）
4. Best Friend

### BoA LIVE TOUR 2010 ～IDENTITY～（2010年）

#### 日程・開催地
1. 2月17日(水) 神戸国際会館こくさいホール
2. 2月18日(木) 神戸国際会館こくさいホール
3. 2月24日(水) 神奈川県立県民ホール
4. 2月25日(木) 神奈川県立県民ホール
5. 3月 7日(日) 福岡サンパレス
6. 3月 9日(火) 大阪国際会議場メインホール
7. 3月10日(水) 大阪国際会議場メインホール
8. 3月20日(土) 広島ALSOKホール
9. 3月26日(金) 愛知県芸術劇場
10. 3月28日(日) 仙台サンプラザホール
11. 4月 9日(金) 大宮ソニックシティ
12. 4月15日(木) 東京国際フォーラム ホールA
13. 4月16日(金) 東京国際フォーラム ホールA（追加公演）

#### 概要
- 前回の全国ツアー同様、従来のようなアリーナツアーではなく、追加公演を含めて全公演ホールクラスかつ地方都市も回る日程で開催された。全9会場13公演。
- 大阪公演2日目と東京公演両日のみ、当ライブで歌われた「Possibility」で実際に三浦大知がゲストとして登場し、デュエットをした。

#### セットリスト
1. This Is Who I Am
2. EASY
3. Energetic
4. make a secret
5. IZM
6. LAZER
7. interlube#1
8. is this love
9. DO THE MOTION
10. まもりたい ～White Wishes～
11. interlube#2
12. ネコラブ
13. メドレー (Smile again／Every Heart -ミンナノキモチ-／JEWEL SONG)
14. THE END そして and... (album ver.)
15. Possibility duet with 三浦大知
16. 永遠
17. Fallin'
18. Joyful Smile
19. LOSE YOUR MIND
20. BUMP BUMP!

アンコール
1. Eat You Up
2. Before you said goodbye to me
3. my all

### BoA LIVE TOUR 2014 ～WHO'S BACK?～（2014年）

#### 日程・開催地
| 公演数 | 開催日  | 会場                                  |
| ------ | ------- | ------------------------------------- |
| 01     | 9月6日  | NHKホール                             |
| 02     | 9月7日  | NHKホール                             |
| 03     | 9月14日 | 日本特殊陶業市民会館 フォレストホール |
| 04     | 9月20日 | オリックス劇場                        |
| 05     | 9月23日 | 福岡国際会議場 メインホール           |

#### 概要
- 4年ぶりに開催された、全4会場5公演のホールツアー。

#### セットリスト
1. Shout It Out
2. VALENTI
3. LISTEN TO MY HEART
4. Message
5. Eat You Up
6. Look Who's Talking
7. I Did It Fot Love
8. JEWEL SONG
9. コノヨノシルシ
10. close to me
11. Only One (Acoustic ver.)
12. 七色の明日 ～brand new beat～ (Acoustic ver.)
13. Call my name
14. DO THE MOTION
15. LOSE YOUR MIND
16. メドレー（Rock With You～NO.1～ID;Peace B）
17. BUMP BUMP!
18. QUINCY
19. MASAYUME CHASING

アンコール
1. First Time
2. FLY（新曲）
3. FUN

### BoA LIVE TOUR 2019 -#mood- (2019年)

#### 日程・開催地
1. 9月22日(日) 相模女子大学グリーンホール
2. 9月23日(月・祝) 相模女子大学グリーンホール
3. 9月28日(土) 福岡国際会議場 メインホール
4. 9月30日(月) 大宮ソニックシティ大ホール(ライブ収録)
5. 10月3日(木) 日本特殊陶業市民会館ビレッジホール
6. 10月13日(日) 大阪NHKホール
7. 10月14日(月) 大阪メルパルクホール

#### セットリスト
1. LOSE YOUR MIND
2. Shout It Out
3. 抱きしめる
4. Kiss My Lips
5. AMOR
6. Milestone
7. スキだよ - MY LOVE -
8. Smile again
9. Only One
10. メドレー(Sweet Impact/Amazing Kiss/Rock With You/Shine We Are!/奇跡/気持ちは伝わる/七色の明日 〜brand new beart〜)
11. ONE SHOT,TWO SHOT
12. WOMAN
13. NEGA DOLA
14. No.1
15. VALENTI
16. MASAYUME CHASING

アンコール
1. Wishing Well (新曲)
2. Feedback

#### その他
- 最終日に「たくさん色んな曲をやったけど、聴き残した曲は？」と会場に問いかけ、リクエストから「コノヨノシルシ」をアカペラで披露した。

### BoA LIVE TOUR 2019 - #mood in SEOUL (2019年)

#### 日程・開催地
1. 10月26日・27日 オリンピックホール

## ライブツアー以外の単独公演

### TV-Asahi BoA OUTGROW Special Live（2006年）

#### 概要
- 2006年3月6日にSHIBUYA AXで開催された完全招待制ライブであり、同年2月に発売されたBoAの4枚目のオリジナルアルバムである「OUTGROW」を引っ提げてのライブである。
- BoAの他に同じ事務所の天上智喜（現名称・天上智喜 The Grace）とARIAもパフォーマンスを行った。

#### セットリスト
1. 抱きしめる
2. make a secret
3. OUTGROW～Ready Butterfly～
4. DO THE MOTION
5. キミのとなりで
6. With U
7. Everlasting（アンコール）

（全7曲、厳密には「Everlasting」を2回歌ったので8曲）

#### 出来事
- 序盤3曲は、ヘッドセットマイクを装着しながら歌った。
- アンコールでは、BoAが感極まって泣いてしまったため、改めて「Everlasting」を歌い、この曲を合計2回歌った。

### SHIDAX presents “Winter Love” X'mas LIVE（2006年）
- 2006年12月7日にZEPP TOKYOで開催された。
- 全席完全招待制で行われたスペシャルライブである。

#### セットリスト
1. White Christmas
2. JEWEL SONG
3. Last Christmas
4. 白い恋人達
5. キミのとなりで
6. The Christmas Song
7. Winter Love
8. メリクリ（アンコール）

（全8曲）

### BoA THE LIVE “Xmas”（2007年）
- 2007年12月10日と11日の二日間のみ東京国際フォーラム ホールAで開催されたクリスマスライブであり、今回は「BoA THE LIVE」の第二弾と位置づけられた。前年の「BoA THE LIVE」と比較し異なる点は、BoA本人もダンスをする所である（第一部はダンス及びダンサー出演は無し）。
- BoAのライブ史上初めて、第一部と第二部に分けた二部構成のライブであった。
- このライブの一部の模様は、TBSで2008年3月5日早朝に放送されたほか、アルバム「THE FACE」の初回限定盤に収録されているDVDで見ることができる。また3月19日にはこのライブ全編を収録したDVD『BoA THE LIVE “X'mas”』がリリースされている（カバー曲については未収録）。

#### セットリスト
【第一部】
- The Cheistmas Song
- LOVE LETTER
- 赤鼻のトナカイ（日本語・韓国語・英語バージョン）
- クリスマス・イブ（山下達郎のカバー）
- キミのとなりで
- Winter Love
- 世界の片隅で
- First Snow

【第二部】
- Santa Baby
- DO THE MOTION
- make a secret
- flower
- All I want for christmas is you（マライア・キャリーのカバー）
- コノヨノシルシ
- Diamond Heart
- Jingle Bell

【アンコール】
- LOSE YOUR MIND（新曲）
- With U
- メリクリ

（計19曲）

### BoA THE LIVE 2009 “Xmas”（2009年）
- 2年ぶりとなる今回のクリスマスライブは、12月4日と翌5日に前回と同じく東京国際フォーラム ホールAで、12月8日にはグランキューブ大阪で行われた。
- 前回のクリスマスライブと同様、二部構成に分けて行われ、第1部は「Holy Night with BoA」としてバラード系の選曲をし、第2部を「Party Night with BoA」と称しダンサーとともにダンスも披露するというものである。
- このライブの中で12月5日に東京国際フォーラム ホールAで行われた公演模様を収録したDVD『BoA THE LIVE 2009“X'mas”』が2010年3月3日リリースされている。ただし前回同様カバー曲については今回も未収録となっている。

#### セットリスト
【第一部】
- Joy to the world～Winter wonderland
- キミのとなりで
- LONG TIME NO SEE
- Style
- This Christmas
- まもりたい～White Wishes～（新曲）
- THE END そして and...（新曲）
- MEGA STEP
- 永遠

【第二部】
- 赤鼻のトナカイ
- BUMP BUMP!
- Midnight Parade
- Billie Jean（マイケル・ジャクソンのカバー）
- SOME DAY ONE DAY
- 心の手紙
- コノヨノシルシ
- Silent Night
- メリクリ

【アンコール】
- Winter Love
- First Snow

（計20曲）

### BoA THE LIVE 2010 “Xmas”（2010年）
- 2010年12月20日・21日、2年連続3回目となる今回のクリスマスライブは、例年通り東京国際フォーラム ホールAで開催された。しかし、前年のように大阪公演は行われなかった。
- 今までのクリスマスライブとは異なり、途中休憩を挟んだ二部構成ではなくなった。

#### セットリスト
- It’s The Most Wonderful Time Of The Year
- コノヨノシルシ
- WOO WEEKEND
- メドレー（永遠／Possibility／Winter Love／This Is Who I Am）
- Prayer
- Jingle Bell Rock
- Santa Claus Is Coming To Town
- First Snow
- Have Yourself a merry little Christmas
- Moon Blue (Stevie Wonder)
- Over~Across The Time~
- BUMP BUMP !
- QUINCY
- I SEE ME
- Give love on Christmas day

【アンコール】
- メリクリ

（全16曲）

### BoA THE LIVE 2011 “Xmas”~The 10th Anniversary Edition~（2011年）
- 2011年12月10日・11日、3年連続4回目となる今回のクリスマスライブも例年通り東京国際フォーラム ホールAで開催された。2011年は、BoAの日本デビュー10周年であり、その記念ライブも兼ねるため「The 10th Anniversary Edition」というサブタイトルが付いた。
- 最終日である二日目、アンコールの「メリクリ」の途中で感極まって号泣し歌えなくなってしまい、その代わりに観客が大合唱する場面があった。なお、この日の模様はDVDとして発売される予定であることをBoA本人から明かし、その“やり直し”として改めて「メリクリ」を披露した。

#### セットリスト
- Let it snow(Die Hardのカバー)
- VALENTI
- 気持ちはつたわる
- LISTEN TO MY HEART
- Shine We Are!
- No.1
- 七色の明日
- コノヨノシルシ
- QUINCY
- JEWEL SONG
- キミのとなりで
- Someone Like You（アデルのカバー）
- DO THE MOTION
- 奇蹟
- ROCK WITH YOU
- LOSE YOUR MIND
- BUMP BUMP!
- 永遠
- I SEE ME
- Milestone

【アンコール】
- メリクリ

（全21曲）